# NGC 1848
NGC 1848 je otvoreni skup u zviježđu Stolu. 

## Vanjske poveznice
- SEDS: NGC 1848